# Vodohospodářská soustava
Vodohospodářská soustava je spojení vodních nádrží (a dalších vodních děl) za určitým účelem. Většina vodohospodářských soustav je víceúčelová.
Budování vodohospodářských soustav probíhá za účelem protipovodňových opatření, energetického využití vodního potenciálu, zásobování pitnou a užitkovou vodou.
Základním dokumentem, podle kterého se řídí odtoky z nádrží v soustavě, je manipulační řád. Vodohospodářské soustavy jsou řízeny vodohospodářskými dispečinky, které provozují místně příslušné podniky Povodí.

## Vodohospodářské soustavy v ČR

### Vodohospodářská soustava v oblasti severočeské hnědouhelné pánve (VS SHP)

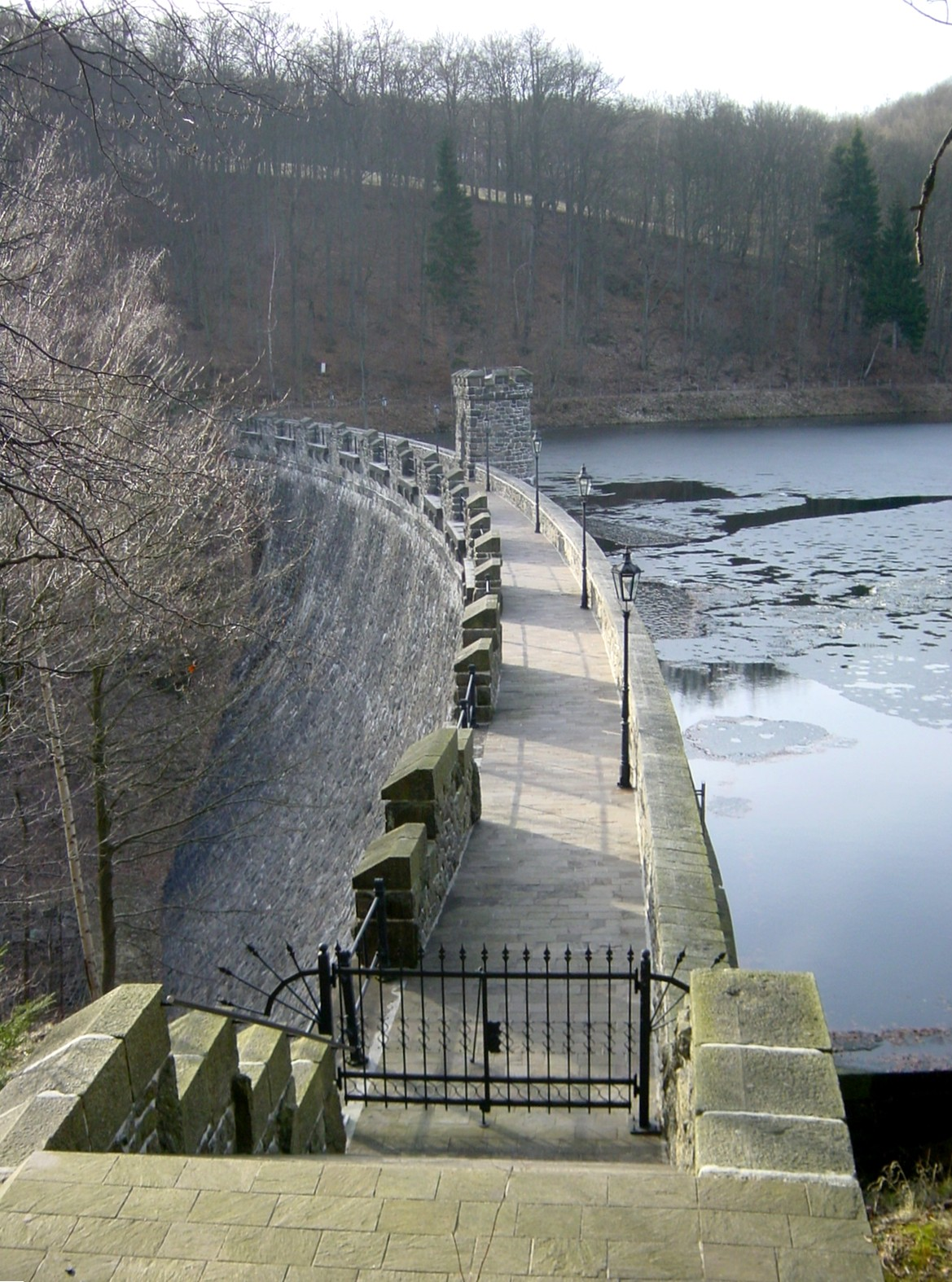
Přehrada Kamenička

- Soustavu tvoří nádrže VD Křímov (Křímovský potok), VD Přísečnice (Přísečnický potok, Černá voda), VD Kamenička (Kamenička), VD Jirkov (Bílina), VD Jezeří (Vesnický potok), VD Janov (soutoku Loupnice a Klínského potoka) a VD Fláje (Flájský potok). Provoz soustavy zajišťuje Povodí Ohře, s. p.

#### Účel
Účelem soustavy je zásobení hnědouhelné oblasti pitnou vodou, zadržování povodňových stavů ohrožujících obce nebo povrchové lomy, nadlepšování průtoku v Průmyslovém přivaděči vody

### Vodohospodářská soustava Stanovice – Březová
Soustavu tvoří nádrž VD Stanovice (Lomnický potok), čerpací stanice Teplička, jez Teplička a nádrž VD Březová (Teplá). Provoz soustavy zajišťuje Povodí Ohře, s. p.

#### Účel
Účelem soustavy je zásobení Karlovarska pitnou vodou a ochrana Karlových Varů před povodňovými stavy.

### Vodohospodářská soustava v povodí Odry
Soustavu tvoří nádrže Slezská Harta (Moravice), Kružberk (Moravice), Šance (Ostravice), Morávka (Morávka), Žermanice (Lučina) a Těrlicko (Stonávka) spolu s jezy a rozdělovacími objekty. Provoz soustavy zajišťuje Povodí Odry, s. p.

#### Účel
Účelem soustavy je zásobování surovou vodou pro výrobu pitné vody (pro asi 1 mil. obyvatel), pro průmysl a zemědělství. Soustava zajišťuje minimální zůstatkové průtoky a ochranu sídel před povodněmi v páteřních tocích dílčího povodí Horní Odry .

### Vltavská kaskáda
Vltavská kaskáda je soustava 9 přehrad na řece Vltavě: Lipno I, Lipno II, Hněvkovice, Kořensko, Orlík, Kamýk, Slapy, Štěchovice, Vrané. Provoz soustavy zajišťuje Povodí Vltavy, s. p.

#### Účel
Účelem soustavy je výroba elektrické energie a nalepšení průtoků na Vltavě a dolním Labi v obdobích hydrologického sucha.

### Dyjsko – svratecká soustava
Soustava je tvořena 21 nádržemi ležící v povodí řeky Dyje. Sestává z víceúčelových vodohospodářských uzlů: Znojemský, Ivančicko-Pohořelický, Brněnský, Vírský a Břeclavský. Nejdůležitější nádrže v soustavě jsou: vodárenská nádrž Nová Říše (Řečice - Olšanský potok), vodárenská nádrž Landštejn (potok Pstruhovec), Vranov (Dyje), Znojmo (Dyje), Jevišovice (Jevišovka), Nové Mlýny (tři nádrže na Dyji), vodárenská nádrž Hubenov (Maršovský potok), Dalešice (Jihlava), Mohelno (Jihlava), vodárenská nádrž Mostiště (Oslava), Vír I (Svratka), Vír II (Svratka), Brněnská nádrž (Svratka), Letovice (Křetínka), vodárenská nádrž Boskovice (Bělá), vodárenská nádrž Koryčany (Kyjovka). Provoz soustavy zajišťuje Povodí Moravy, s. p.

#### Účel
Soustava je výrazně víceúčelová.
- Vodárenská nádrž Nová Říše zásobuje skupinový vodovod Telč – Třešť.
- Vodárenská nádrž Landštejn zásobuje vodárenskou skupinu Staré Město pod Landštejnem – Slavonice – Dačice.
- VD Vranov zajišťuje trvalý minimální průtok v Dyji v profilu jezu Krhovice, zásobuje skupinový vodovod Znojmo a skupinový vodovod Vranov – Moravské Budějovice – Dukovany, zajišťuje průtok v Dyjsko – mlýnském náhonu, slouží k výrobě špičkové elektrické energie, zajišťuje odběry pro závlahy a ochranu před velkými vodami.
- VD Znojmo slouží k týdennímu vyrovnání nerovnoměrných průtoků v Dyji způsobených špičkovým provozem vodní elektrárny Vranov a zásobuje vodárenský odběr.
- VD Jevišovice slouží ke snížení povodňových průtoků a pro trvalé zajištění minimálního průtoku v Jevišovce.
- VD Nové Mlýny slouží k zajištění minimálních průtoků, snížení povodňových průtoků, zajištění vody pro závlahy a rybářství, ke zlepšení čistoty vody a likvidaci komářích kalamit.Vodárenská nádrž Hubenov slouží pro vodárenský odběr pro zásobení Jihlavy, akumulaci vody pro zajištění minimálního průtoku a ke snížení povodňových průtoků.
- VD Dalešice sloužící především k výrobě elektrické energie v přečerpávací vodní elektrárně, k zajištění odběru vody pro jadernou elektrárnu Dukovany z nádrže Mohelno, zajištění odběru pro závlahy a průmysl pod nádrží Mohelno a ke snížení povodňových průtoků.
- VD Mohelno slouží jako vyrovnávací nádrž přečerpávací vodní elektrárny Dalešice a dále zajišťuje akumulaci vody pro jadernou elektrárnu Dukovany.
- Vodárenská nádrž Mostiště zajišťuje vodu pro skupinový vodovod Velké Meziříčí – Třebíč.
- Vodárenská nádrž Vír I. zajištuje vodu pro skupinové vodovody Bystřice n. Pernštejnem a Žďár n. Sázavou a pro Vírský oblastní vodovod, zajištění trvalý minimální průtok a nadlepšuje průtok pro energetické využití ve špičkové vodní elektrárně Vír I.
- VD Vír II vyrovnává odtok z VD Vír I.
- Brněnská nádrž akumuluje vodu pro trvalé zajištění minimálního průtoku, pro výrobu elektrické energie ve špičkové vodní elektrárně, dále snižuje povodňové průtoky, slouží k rekreaci, vodním sportům, plavbě a rybářství.
- VD Letovice nadlepšuje průtoky ve Svitavě, zajišťuje minimální průtok pod VD, slouží k energetickému využití v MVE a ke snížení povodňových průtoků.
- Vodárenská nádrž Boskovice je záložním vodním zdrojem.
- Vodárenská nádrž Koryčany dodává vodu pro skupinový vodovod Kyjov.

### Moravní soustava
Soustava je tvořena devíti menšími nádržemi lokálního významu: Fryšták (Fryštácký potok), Slušovice (Dřevnice), Horní Bečva (Rožnovská Bečva), Bystřička (Bystřička), Karolinka (Stanovnice), Ludkovice (Ludkovický potok), Luhačovice (Luhačovický potok), Bojkovice (Kolelač), Plumlov (Hloučela). Provoz soustavy zajišťuje Povodí Moravy, s. p.

#### Účel
- Vodárenská nádrž Fryšták byla zbudována jako zdroj pro skupinový vodovod Zlín, dnes je vedena jako rezervní zdroj.
- Vodárenská nádrž Slušovice zajišťuje vodu pro úpravnu vody ve Slušovicích.
- Horní Bečva slouží k výrobě elektrické energie a k zajištění minimálního průtoku.
- Bystřička slouží pro snížení povodňových průtoků.
- Vodárenská nádrž Karolinka zajišťuje zásobování Vsetínska a okolí pitnou vodou.
- Vodárenská nádrž Ludkovice je zdrojem vody pro skupinový vodovod Luhačovice.
- VD Luhačovice je víceúčelová nádrž, jejíž funkcí je ochrana před povodněmi, zachování minimálního průtoku v toku pod hrází, odběry povrchové vody pro Luhačovice, rekreační využití nádrže, provozování vodních sportů, rybářství a výroba elektrické energie v malé vodní elektrárně.
- Vodárenská nádrž Bojkovice slouží jako zdroj vody pro skupinový vodovod Uherský Brod a zajišťuje minimální průtok v toku pod hrází.
- Plumlov slouží ke snížení povodňových průtoků a zajištění minimálních průtoků,